# Falicon
Falicon település Franciaországban, Alpes-Maritimes megyében. Lakosainak száma 2170 fő (2022. január 1.). Falicon Aspremont, Nizza, Saint-André-de-la-Roche és Tourrette-Levens községekkel határos.

## Népesség
A település népességének változása:
| Lakosok száma | 715  | 1065 | 1498 | 1789 | 1965 | 1974 | 1992 | 1994 | 2053 | 2170 |
|               | 1968 | 1982 | 1990 | 2006 | 2013 | 2015 | 2017 | 2019 | 2020 | 2022 |